# Salmensaari (ö i Södra Österbotten, Kuusiokunnat)
Salmensaari är en ö i Finland. Den ligger i sjön Kuotesjärvi och i kommunen Alavo i den ekonomiska regionen  Kuusiokunnat  och landskapet Södra Österbotten, i den sydvästra delen av landet, 280 km norr om huvudstaden Helsingfors. Öns area är 0,9 hektar och dess största längd är 180 meter i nord-sydlig riktning.